# National Register of Historic Places in Maryland

Karte der Countys von Maryland und Verteilung der NRHP-Einträge

Diese Tabelle enthält alle Listen, in denen die Einträge im National Register of Historic Places in den 24 Countys des US-amerikanischen Bundesstaates Maryland aufgeführt sind.

## Anzahl der Objekte nach County
|       | \| \| County \| Liste der Einträge in das NRHP im County \| Anzahl \| \| ----- \| ------------------------- \| ---------------------------------------- \| ------ \| \| 1 \| Allegany \| NRHP-Einträge im Allegany County \| 49 \| \| 2 \| Anne Arundel \| NRHP-Einträge im Anne Arundel County \| 100 \| \| 3 \| Baltimore County and City \| NRHP-Einträge im Baltimore County \| 300 \| \| 4 \| Baltimore City \| NRHP-Einträge in Baltimore City \| 300 \| \| 5 \| Calvert \| NRHP-Einträge im Calvert County \| 22 \| \| 6 \| Caroline \| NRHP-Einträge im Caroline County \| 20 \| \| 7 \| Carroll \| NRHP-Einträge im Carroll County \| 63 \| \| 8 \| Cecil \| NRHP-Einträge im Cecil County \| 54 \| \| 9 \| Charles \| NRHP-Einträge im Charles County \| 39 \| \| 10 \| Dorchester \| NRHP-Einträge im Dorchester County \| 26 \| \| 11 \| Frederick \| NRHP-Einträge im Frederick County \| 46 \| \| 12 \| Garrett \| NRHP-Einträge im Garrett County \| 20 \| \| 13 \| Harford \| NRHP-Einträge im Harford County \| 82 \| \| 14 \| Howard \| NRHP-Einträge im Howard County \| 38 \| \| 15 \| Kent \| NRHP-Einträge im Kent County \| 40 \| \| 16 \| Montgomery \| NRHP-Einträge im Montgomery County \| 80 \| \| 17 \| Prince George’s \| NRHP-Einträge im Prince George’s County \| \| \| 18 \| Queen Anne’s \| NRHP-Einträge im Queen Anne’s \| \| \| 19 \| Saint Mary’s \| NRHP-Einträge im Saint Mary’s County \| \| \| 20 \| Somerset \| NRHP-Einträge im Somerset County \| 81 \| \| 21 \| Talbot \| NRHP-Einträge im Talbot County \| 80 \| \| 22 \| Washington \| NRHP-Einträge im Washington County \| 100 \| \| 23 \| Wicomico \| NRHP-Einträge im Wicomico County \| 22 \| \| 24 \| Worcester \| NRHP-Einträge im Worcester County \| 32 \| \| Summe \| Summe \| Summe \| 1 \| |                                          |        |
|       | County | Liste der Einträge in das NRHP im County | Anzahl |
| 1     | Allegany | NRHP-Einträge im Allegany County         | 49     |
| 2     | Anne Arundel | NRHP-Einträge im Anne Arundel County     | 100    |
| 3     | Baltimore County and City | NRHP-Einträge im Baltimore County        | 300    |
| 4     | Baltimore City | NRHP-Einträge in Baltimore City          | 300    |
| 5     | Calvert | NRHP-Einträge im Calvert County          | 22     |
| 6     | Caroline | NRHP-Einträge im Caroline County         | 20     |
| 7     | Carroll | NRHP-Einträge im Carroll County          | 63     |
| 8     | Cecil | NRHP-Einträge im Cecil County            | 54     |
| 9     | Charles | NRHP-Einträge im Charles County          | 39     |
| 10    | Dorchester | NRHP-Einträge im Dorchester County       | 26     |
| 11    | Frederick | NRHP-Einträge im Frederick County        | 46     |
| 12    | Garrett | NRHP-Einträge im Garrett County          | 20     |
| 13    | Harford | NRHP-Einträge im Harford County          | 82     |
| 14    | Howard | NRHP-Einträge im Howard County           | 38     |
| 15    | Kent | NRHP-Einträge im Kent County             | 40     |
| 16    | Montgomery | NRHP-Einträge im Montgomery County       | 80     |
| 17    | Prince George’s | NRHP-Einträge im Prince George’s County  |        |
| 18    | Queen Anne’s | NRHP-Einträge im Queen Anne’s            |        |
| 19    | Saint Mary’s | NRHP-Einträge im Saint Mary’s County     |        |
| 20    | Somerset | NRHP-Einträge im Somerset County         | 81     |
| 21    | Talbot | NRHP-Einträge im Talbot County           | 80     |
| 22    | Washington | NRHP-Einträge im Washington County       | 100    |
| 23    | Wicomico | NRHP-Einträge im Wicomico County         | 22     |
| 24    | Worcester | NRHP-Einträge im Worcester County        | 32     |
| Summe | Summe | Summe                                    | 1      |